# Martin Aumüller
Martin Aumüller (* 1697 in Mainhinz an der Donau; † 11. Juni 1757 in Neuhaus) war ein böhmischer Bildhauer und Holzschnitzer.
Aumüller lebte ab 1714 in Neuhaus. Sein bedeutendstes Werk ist der Rahmen für das Gemälde Der Gekreuzigte, das Peter Johann Brandl für den Altar der Propsteikirche in Neuhaus anfertigte. Beim Einsturz des Deckengewölbes der Kirche 1801 wurde das Bild zerstört.